# Chiromantis xerampelina
Chiromantis xerampelina är en groddjursart som beskrevs av Peters 1854. Chiromantis xerampelina ingår i släktet Chiromantis och familjen trädgrodor. IUCN kategoriserar arten globalt som livskraftig. Inga underarter finns listade i Catalogue of Life.